# Посольство України в Албанії
Посольство України в Албанії — дипломатична місія України в Республіці Албанія, знаходиться в Тирані.

## Завдання посольства
Основне завдання Посольства України в Тирані — представляти інтереси України, сприяти розвиткові політичних, економічних, культурних, наукових та інших зв'язків, а також захищати права та інтереси громадян і юридичних осіб України, які перебувають на території Албанії.
Посольство сприяє розвиткові міждержавних відносин між Україною і Албанії на всіх рівнях, з метою забезпечення гармонійного розвитку взаємних відносин, а також співробітництва з питань, що становлять взаємний інтерес. Посольство виконує також консульські функції.

## Історія дипломатичних відносин
Після проголошення незалежності Україною 24 серпня 1991 року Албанія визнала Україну 4 січня 1992 року. 13 січня 1992 року між Україною та Албанією було встановлено дипломатичні відносини. 2 вересня 2020 року перший посол України в Албанії з резиденцією в Тирані Володимир Шкуров почав свою роботу. Президент Албанії Ілір Мета прийняв українського посла, зазначивши, що відкриття посольства — це історична подія.
7 березня 2022 року міська рада Тирани перейменувала вулицю, де стоять посольства України та Росії, на вулицю Вільної України на знак підтримки українського опору російському вторгненню. Це було зроблено на наступний день після знищення російським обстрілом почесного консульства Албанії в Харкові.

## Керівники дипломатичної місії
1. Сергєєв Юрій Анатолійович (1999—2000), з резиденцією в Афінах.
2. Кальник Віктор Мартинович (2002—2005)
3. Цибух Валерій Іванович (2006—2010)
4. Шкуров Володимир Анатолійович (2010—2012)
5. Побережний Володимир Іонович (2012—2015[5])
6. Шкуров Володимир Анатолійович (з 2020)[6]., з резиденцією в Тирані[7].